# Gustavo Noboa
Gustavo Noboa (Guaiaquil, 21 de agosto de 1937 – Miami, 16 de fevereiro de 2021) foi um político conservador equatoriano, presidente de seu país de 21 de janeiro de 2000 a 15 de janeiro de 2003.
Assumiu o governo com a saída de Jamil Mahuad da presidência, depois de uma rebelião popular orquestrada por grupos indígenas e militares de baixa patente, liderados por Lucio Gutiérrez. Na ocasião, Mahuad foi forçado a abandonar a sede do governo, enquanto o coronel Gutiérrez, o líder indígena Antonio Vargas e o advogado Carlos Solórzano formavam uma "Junta de Salvação Nacional". Em seguida, a cúpula militar forçou a saída da 'Junta' provisória e entregou o poder a Noboa.

## Biografia
No governo, Noboa manteve o sistema de dolarização e acentuou as políticas de direita iniciadas por seu antecessor. Encomendou a construção do oleoduto privado de petróleo pesado; renegociou a dívida externa (logo após a inédita moratória unilateral dos títulos Brady declarada por Mahuad). Durante o mandato de Noboa, os militares que participaram da quartelada de 21 de janeiro receberam anistia e veio à tona um escândalo por má conduta nos gastos da contratação de seguros por parte da cúpula militar.
Noboa realizou eleições livres para a presidência, nas quais foi eleito o ex-coronel Lucio Gutiérrez. Cerca de três meses depois do fim de seu mandato, Noboa foi acusado de malversação de fundos na renegociação da dívida externa. Esta denúncia, feita por seu inimigo político León Febres-Cordero, gerou uma ordem de prisão que obrigou Noboa a buscar asilo político na República Dominicana, onde permaneceu de 2003 a abril de 2005, quando voltou ao Equador após a anulação do pedido, declarada por Guillermo Castro Dáger, que "usurpou" o cargo de Presidente da Suprema Corte de Justiça. Após Castro ser expulso do cargo e Gutiérrez ser derrubado, o novo governo de Alfredo Palacio invalidou todas as decisões de Castro como suposto juiz e ordenou a prisão domiciliar de Noboa em Guayaquil.
Morreu em 16 de fevereiro de 2021 em Miami de infarto, enquanto recuperava-se da cirurgia no cérebro devido a um tumor benigno.